# Bahnhof Tottenham Court Road

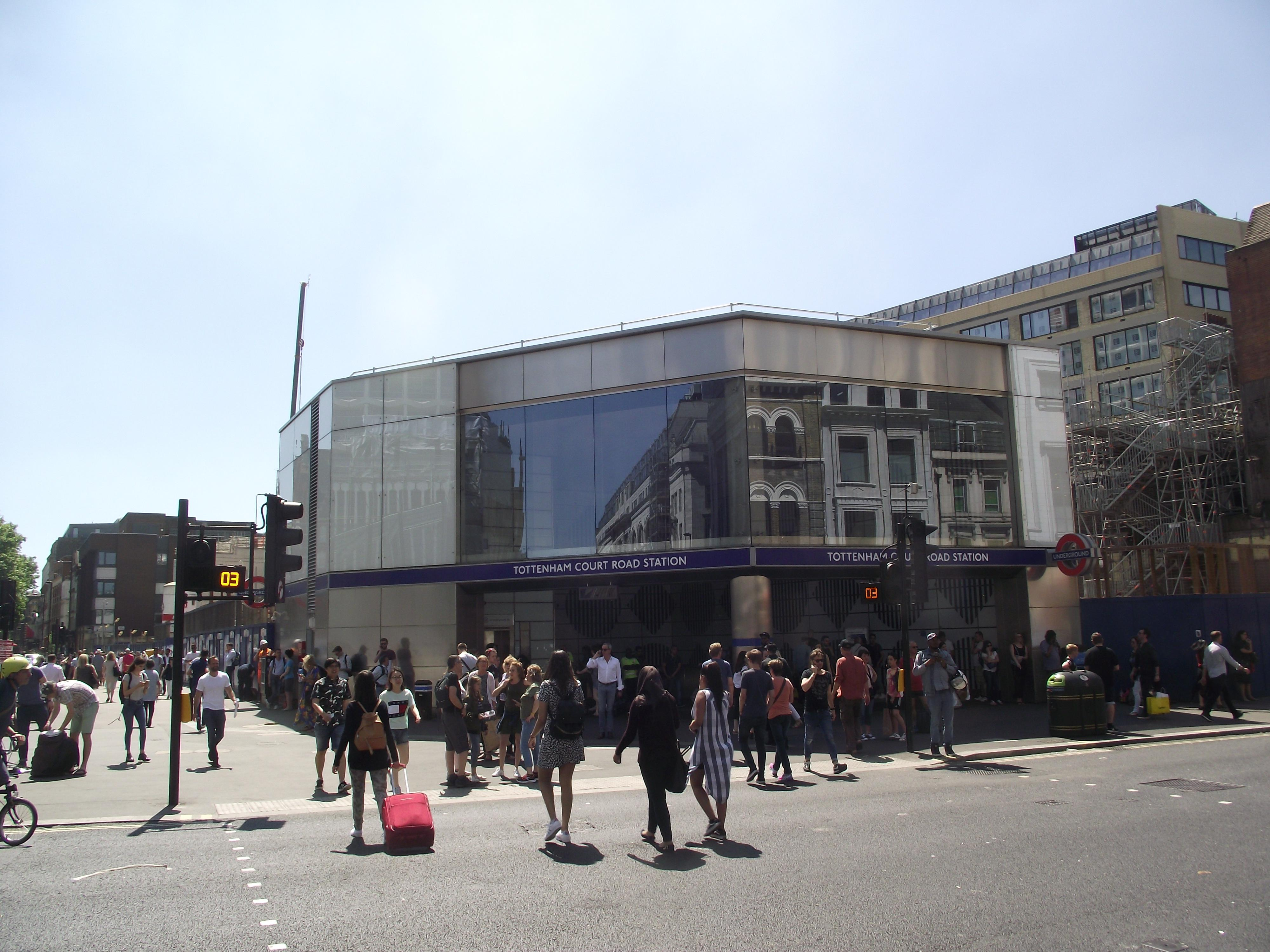
Eingang zur Station

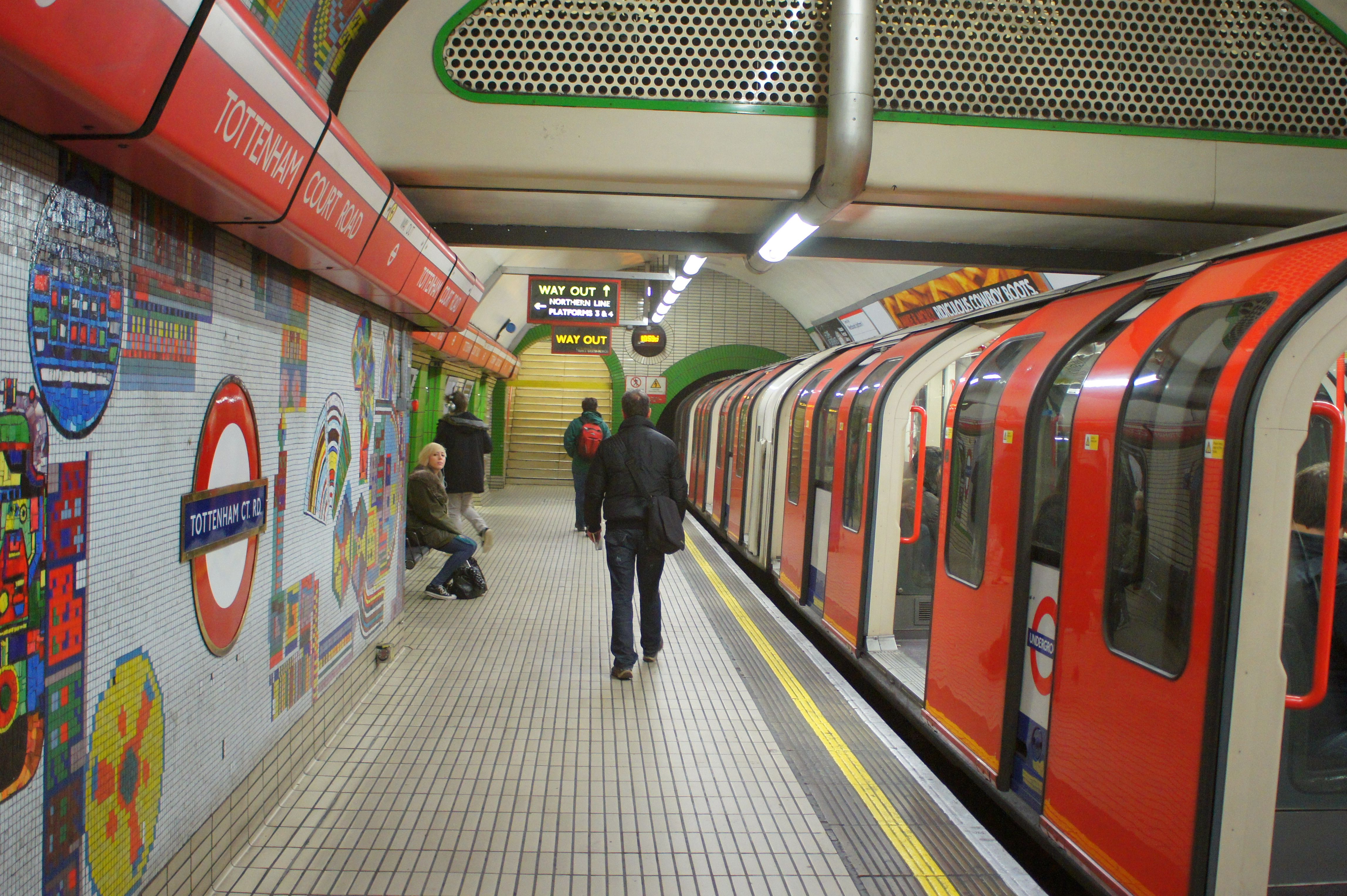
Bahnsteig der Central Line mit Mosaiken

Der Bahnhof Tottenham Court Road ist eine unterirdische Station der London Underground und ein Crossrail-Bahnhof in der City of Westminster. Der unterirdische Stationskomplex liegt in der Tarifzone 1 am St Giles Circus, der Kreuzung von Tottenham Court Road und Oxford Street. Im Jahr 2016 nutzten 39,35 Millionen Fahrgäste die Station.
Neben der Station Euston und dem offiziell dazu auserkorenen Bahnhof Holborn ist Euston eine der drei U-Bahn-Stationen in der Nähe des British Museums.

## Anlage
Auf zwei Ebenen kreuzen sich Linien der London Underground: oben die von Westen nach Osten verlaufende Central Line, unten die von Norden nach Süden verlaufende Northern Line. Beide hatten einst unterschiedliche Stationsgebäude. Jenes der Central Line an der Oxford Street wurde 2009 abgerissen, um Platz für einen bedeutend größeren Neubau zu schaffen. Erhalten geblieben sind nur einzelne Fassadenelemente über dem Vordach. Vom ursprünglichen Stationsgebäude der Northern Line sind Aufzugschächte und Nottreppen erhalten geblieben; erstere werden zum Teil als Büro- und Diensträume genutzt. Die heutige Station besteht aus einer Verteilerebene unter dem St Giles Circus mit vier Eingängen. Diese befinden sich im Nordosten, Südwesten und Nordwesten der Kreuzung sowie unter dem Hochhaus Centre Point im Südwesten, wobei eine Unterführung bis zur Andrew Borde Street führt.
Seit 1984 geben mosaikartige Wandbilder des Pop-Art-Künstlers Eduardo Paolozzi (dessen Unterschrift an mehreren Stellen zu sehen ist) der Station ein unverwechselbares und einzigartiges Erscheinungsbild. Das Design bezieht sich auf die Nachbarschaft der zahlreichen Elektronik- und Hi-Fi-Läden an der Tottenham Court Road. Einige der Wandbilder mussten 2015 im Zuge des Crossrail-Projekts entfernt werden. Sie wurden stattdessen in der Universität Edinburgh wiederhergestellt. Der französische Konzeptkünstler Daniel Buren schuf 2017 in einem der umgestalteten Eingangsbereiche das Wandbild Diamonds and Circles, das aus farbigen Diamanten- und Kreismustern besteht, die mit Burens typischen Schwarz-Weiß-Streifen kontrastieren.

## Geschichte

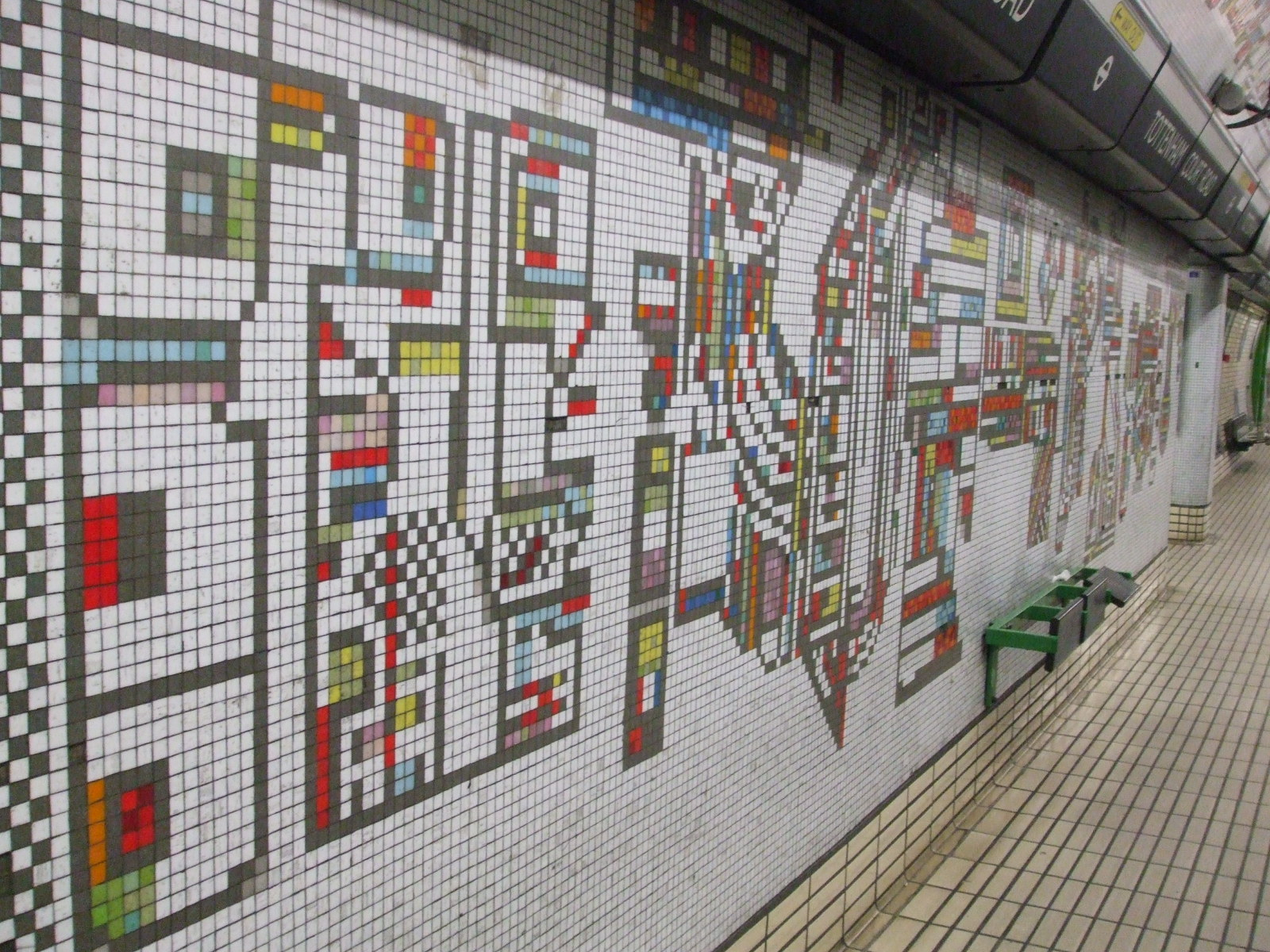
Wandbild von Eduardo Paolozzi

Die Station wurde am 30. Juli 1900 als Teil der Central London Railway (CLR), der Vorgängergesellschaft der Central Line, eröffnet. Harry Bell Measures entwarf das Stationsgebäude; der Zugang erfolgte durch Aufzüge zum östlichen Ende der Bahnsteige. Die Charing Cross, Euston and Hampstead Railway (heute der Charing Cross-Ast der Northern Line) erreichte diese Gegend um 22. Juni 1907. Ihre von Leslie Green entworfene Station hieß jedoch zunächst Oxford Street, bis zur Eröffnung eines Fußgänger-Verbindungstunnels zur Station der CLR am 3. September 1908. Die nächstgelegene Station weiter nördlich, die zunächst Tottenham Court Road hieß, erhielt am selben Tag die neue Bezeichnung Goodge Street.
Von 1923 bis 1926 wurde die Station umgebaut, dabei entstand eine neue Schalterhalle unter dem St Giles Square. Ebenfalls 1926 ersetzte man die Aufzüge durch Rolltreppen. Ab 1938 testete man hier eine damals neuartige Belüftung getestet: Durch das Versprühen von Wassertropfen sollte die Temperatur im Tunnel gesenkt werden. Die Anlage bewährt sich jedoch nicht und wurde 1949 wieder ausgebaut. Die Betriebskosten waren achtmal höher als bei einem Ventilator. Das ursprüngliche Stationsgebäude der CCE&HR wurde 1963 abgerissen, um Platz für den Bau des kontroversen Hochhauses Centre Point zu schaffen. Bei dieser Gelegenheit baute man auch neue Rolltreppen und Verbindungswege sowie eine neue Verteilerebene. Im Jahr 1984 dekorierte man die gesamte Station neu, entfernte dabei die ursprünglichen Wandfliesen von Green und ersetzte sie durch Paolozzis Wandbilder.

## Ausbau

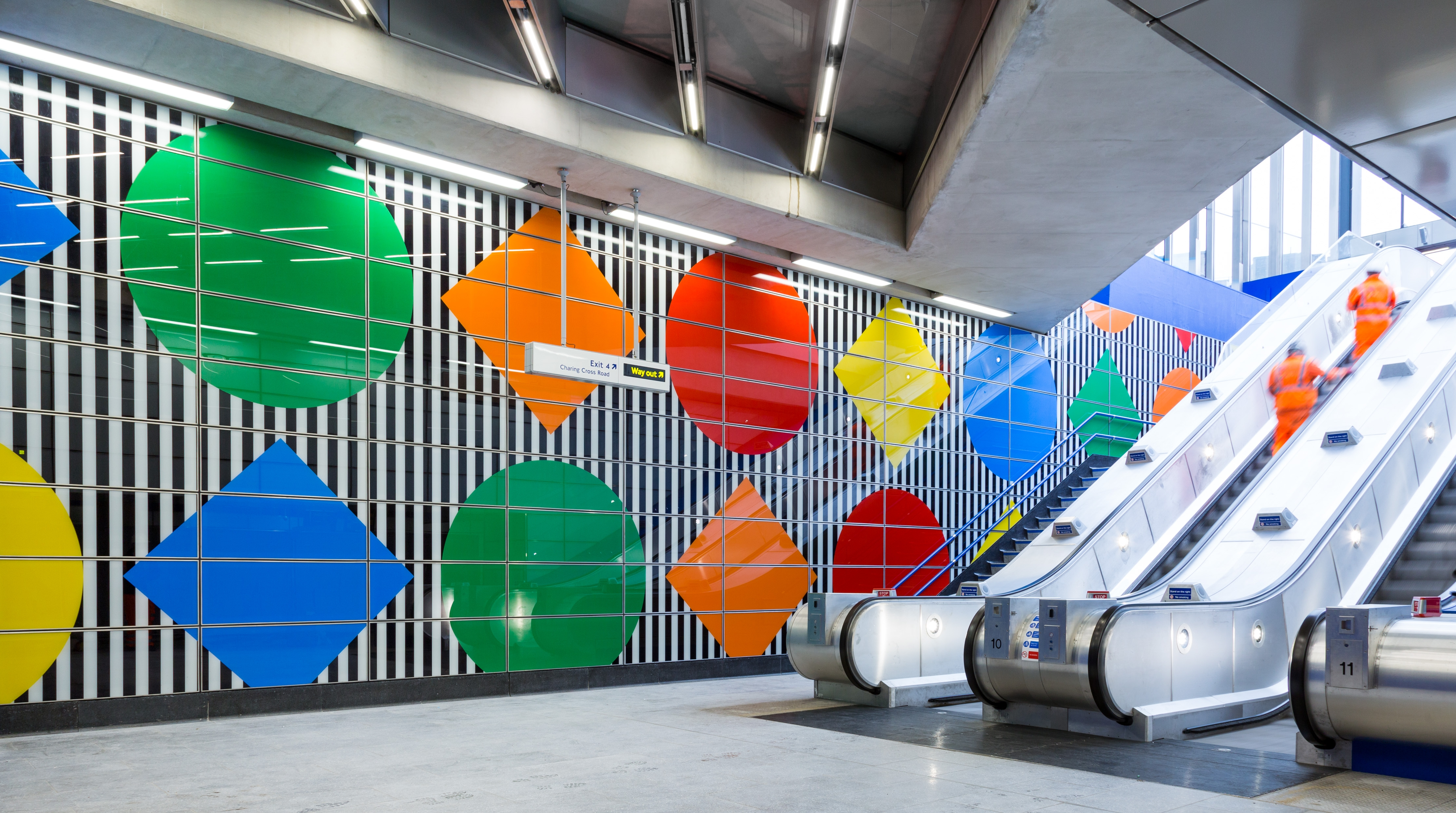
Neue Eingangshalle mit Wandbild von Daniel Buren

Tottenham Court Road ist seit jeher eine der meistgenutzten Stationen der London Underground, und mit Eröffnung der Crossrail-Strecke für die Elizabeth Line sind die Fahrgastzahlen weiter gestiegen. Dafür wurde die Station von 2009 bis 2017 mit einem finanziellen Aufwand von 500 Millionen Pfund umgebaut. Währenddessen waren die Bahnsteige beider Linien jeweils für einige Monate geschlossen: vom 2. April bis zum 28. November 2011 jene der Northern Line und vom 5. Januar bis 7. Dezember 2015 jene der Central Line.
Gleichzeitig wurden vier Eingangshallen modernisiert bzw. neu gebaut, die Rolltreppen renoviert und Aufzüge eingebaut, um den Zugang bis zu den Bahnsteigen barrierefrei zu gestalten. Parallel zu den Umbauarbeiten an der bestehenden Station wurden Tunnel und Gänge für Crossrail gegraben und mit der bestehenden Station verknüpft, die Durchgänge blieben bis zur Eröffnung der Elizabeth Line im Mai 2022 geschlossen.

## Popkultur
- 1981 entstanden in der U-Bahn-Station einzelne Szenen des Horrorfilms American Werewolf.[12]
- Eine Szene des Musicals We Will Rock You spielt sich in der U-Bahn-Station ab. Das Musical wurde von 2002 bis 2014 im benachbarten Dominion Theatre aufgeführt.[13]